# Bränningar eller Stulen lycka
Bränningar eller Stulen lycka är en svensk kort dramafilm från 1912 i regi av Eric Malmberg. 
Filmen premiärvisades på Apollo-Teatern i Stockholm 16 september 1912. Den spelades in med exteriörer från Stockholm, Berlin, Monte Carlo samt ombord på S/S Lusitania under resan till New York av Julius Jaenzon. Filmen var avsedd att presenteras i flera alternativa versioner, där huvudpersonens hemstad av publiken lätt kunde igenkännas därav filmades även exteriörscener i Malmö, Kalmar och Borås.

## Rollista (i urval)
- Victor Arfvidson – Konsuln (grosshandlaren)
- Lilly Jacobsson – Annie, hans dotter
- Eric Malmberg – Baron Sven (von) Crona
- Tollie Zellman – Varietédiva